# Taliya SC
Taliya Sports Club – syryjski klub piłkarski z siedzibą w mieście Hama grający w pierwszej lidze syryjskiej.
Dwukrotny finalista pucharu Syrii.